# 耳葉鞭鱗蘚
耳葉鞭鱗蘚（学名：Mastigolejeunea auriculata）为細鱗蘚科鞭鱗蘚屬下的一个种。